# هارييت ميلر ديفيدسون
هارييت ميلر ديفيدسون (بالإنجليزية: Harriet Miller Davidson)‏ (1839 في المملكة المتحدة - 1883، أديلايد في أستراليا)؛ كاتِبة، شاعرة وروائية بريطانية.